# مارسلو ساراچی

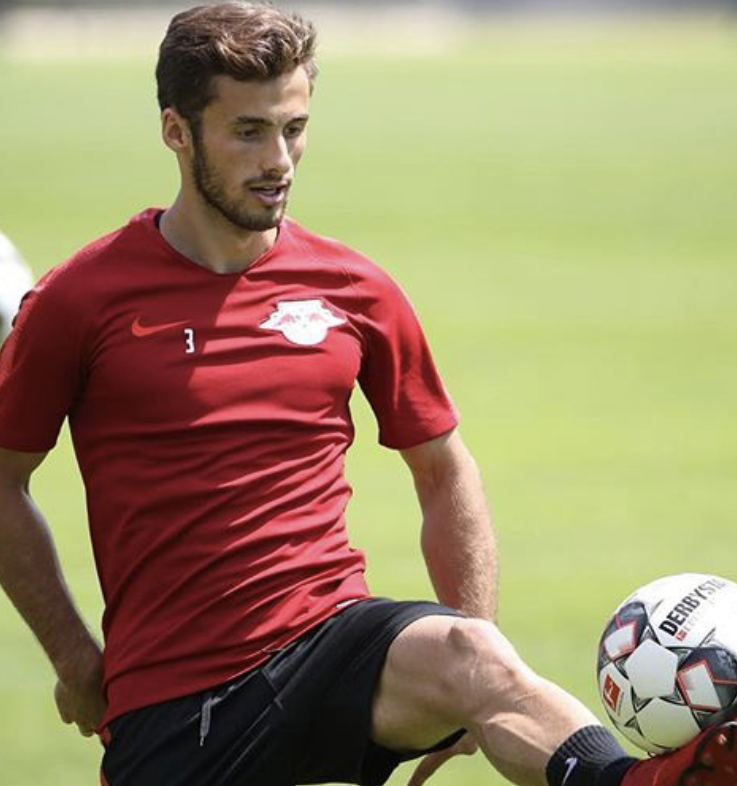
Marcelo Josemir on the RB Leipzig football team

مارسلو خوزه میر ساراچی پینتو (انگلیسی: Marcelo Josemir Saracchi Pinto) بازیکن فوتبال اهل اروگوئه است که در پست دفاع چپ برای باشگاه فوتبال لایپزیگ در بوندس لیگا بازی می‌کند.